# Коваленко, Валерий Иванович
Вале́рий Ива́нович Ковале́нко (род. 1 октября 1968, Кременчуг, Полтавская область, Украинская ССР, СССР) — советский, российский и украинский футболист, защитник.

## Биография
На взрослом уровне дебютировал в 17-летнем возрасте в составе кременчугского «Кремня», выступавшего в соревнованиях коллективов физкультуры. В 1987 году стал серебряным призёром чемпионата Украинской ССР среди КФК. В 1990 году перешёл в «Уралан», за который выступал за него в течение шести сезонов, сыграв 164 матча в первенствах СССР и России. В начале 1996 года вернулся в «Кремень», который выступал в Высшей лиге Украины. Дебютный матч в Высшей лиге провёл 6 апреля 1996 года против «Карпат» (6:1), выйдя на замену на 68-й минуте вместо Андрея Купцова. В 1999 году защищал цвета запорожского «Металлурга» и клуба «Горняк-Спорт». В 2000 году снова уехал в Россию, где выступал «Селенгу», КАМАЗ, челябинский «Зенит» и «Смену» из города Комсомольск-на-Амуре. В 2002 году завершил карьеру.
В Высшей лиге Украины провёл 29 матчей.

## Достижения
- Серебряный призёр зоны «Запад» Первой лиги: 1992
- Серебряный призёр 4-й зоны Второй низшей лиги: 1991